# Einspänner (Kaffee)

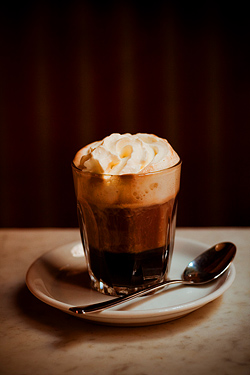
Einspänner

Der Einspänner ist eine Wiener Kaffeespezialität und als solche Bestandteil der Wiener Kaffeehauskultur.

## Geschichte
Seinen Namen hat das Getränk von den einspännigen Pferdefuhrwerken. Deren Kutscher hielten den Kaffee in der einen Hand, die Zügel in der anderen. Durch die dicke Schlagobershaube blieb der Kaffee lange heiß und konnte dann während einer Pause getrunken werden.

## Zubereitung
In einem Glas mit oder ohne Henkel wird ein kleiner Mokka (auch genannt Schwarzer) mit einer üppigen Schlagobershaube bekrönt. Dazu wird Staubzucker serviert. Der „doppelte Einspänner“ wird mit einem großen Mokka zubereitet. Im Allgemeinen wird der Einspänner nicht umgerührt, der heiße Kaffee wird traditionell durch den kalten Schlagobers getrunken.